# Список потерь Ми-8 и его модификаций (1992 год)
Список потерянных Ми-8 всех модификаций (включая Ми-9, -14, -17, -18, -19, -171 и -172) составлен по данным из открытых источников и учитывает только авиационные происшествия или воздействие внешних сил, приведшие к утрате вертолёта или его списанию вследствие полученных повреждений.
Список не полный и не окончательный.

## Список аварий и катастроф
Зелёным цветом выделены потери при применении в вооружённых конфликтах, в том числе в контртеррористических операциях.
| № п/п | Дата     | Модификация / Бортовой номер | Место                                                                   | Жертвы / На борту | Краткое описание |
| ----- | -------- | ---------------------------- | ----------------------------------------------------------------------- | ----------------- | --- |
| 1     | 28 янв.  | Ми-8Т CCCP-24137             | Шуша                                                                    | н.д./н.д.         | Ми-8 Азербайджана. Сбит из переносного зенитного комплекса над городом Шуша. Называется разное количество погибших, от 30 до 50 человек (вместе с экипажем). |
| 2     | 20 февр. | Ми-8Т CCCP-22317             | ЯНАО, близ Бованенково                                                  | 1/3               | Экипаж участвовал в несанкционированном полёте для браконьерской охоты. При заходе на посадку в сложных метеоусловиях произошло столкновение рулевого винта с землей и последующее разрушение вертолёта. Бортмеханик при транспортировке в больницу скончался. |
| 3     | 29 марта | Ми-8Т СССР-24600             | Краснодарский край, Лазаревское                                         | 1/25              | Ошибка экипажа. В процессе взлёта произошло самопроизвольное снижение вертолёта, приведшее к его столкновению с землёй. Машина получила значительные повреждения силовых элементов конструкции. Погиб бортмеханик, второй пилот и один пассажир получили серьёзные травмы. |
| 4     | 17 июня  | Ми-8МТ н.д.                  | Северная Осетия, в районе Рокского перевала                             | н.д./н.д.         | Вертолёт 292-го овп. При пересечении горной гряды в условиях ограниченной видимости (туман) столкнулся с возвышенностью и полностью разрушился. Все находившиеся на борту погибли. |
| 5     | 11 июля  | Ми-8Т СССР-22831             | Якутия, 192 км северо-восточнее Зырянки                                 | 6/6               | Ошибка экипажа. При полёте в условиях недостаточной видимости (низкая облачность, туман) вертолёт столкнулся со склоном сопки, разрушился и почти полностью сгорел. Экипаж и пассажиры погибли. |
| 6     | 30 июля  | Ми-8МТВ-1 UN-27043           | Восточно-Казахстанская область, Катон-Карагайский район, близ Солдатово | 5/5               | Во время полёта в горной местности на высоте 1 500 м в облаках вертолёт уклонился от установленного маршрута полёта вследствие потери экипажем ориентировки и неправильной оценки своего местоположения при встрече погоды хуже установленного минимума. Столкнулся со склоном горы на отметке 1590 м. |
| 7     | 25 авг.  | Ми-8Т CCCP-22876             | Иркутская область, район реки Правая Мама                               | 0/7               | Ошибка экипажа во время посадки, что привело к удару лопастями несущего винта о хвостовую балку. Машина получила значительные повреждения. Находившиеся на борту 4 пассажира и члены экипажа не пострадали. |
| 8     | 10 сент. | Ми-8МТВ-1 (?)-25475          | н.д.                                                                    | 7/22              | При посадке на площадку вертолёт грубо приземлился, в результате чего произошло отделение хвостовой балки с последующим опрокидыванием на правый борт, погибли 7 пассажиров. Возможная причина — неожиданное для экипажа попадание машины в область сдвига ветра. |
| 9     | 12 сент. | Ми-8Т CCCP-22738             | Камчатская область, 5 км от Козыревска                                  | 10/16             | Вероятная причина катастрофы — пилотирование вертолёта на предельно малых высотах с полётной массой, близкой к максимальной, приведшее к потере высоты и столкновению с препятствиями. 9 пассажиров и КВС погибли. 4 члена экипажа получили ранения. 2 пассажира не пострадали. |
| 10    | 21 сент. | Ми-8Т CCCP-22651             | Якутия, близ Кулара                                                     | 10/10             | Ошибка экипажа. При заходе на посадку столкнулся с проводами ЛЭП. В результате вертолёт разрушился, ударившись в перевернутом положении о землю и сгорел. Экипаж и пассажиры погибли. |
| 11    | 25 сент. | Ми-8МТВ-1 (?)-22651          | Республика Алтай, Чойский район, близ Каракокши                         | 7/7               | При выполнении полета над горным районом в условиях шквала со снегом с дождем и сильным ветром произошло столкновение лопастей несущего винта с элементами конструкции вертолёта. Машина начала разрушаться в воздухе и упала на склон горы, вертолёт полностью разрушился и сгорел. Вероятная причина — в условиях плохой видимости экипаж поздно увидел приближающийся склон горы и выполняя резкий манёвр допустил удар лопастями несущего винта о корпус вертолёта. |
| 12    | 29 сент. | Ми-8 (?)-25468               | н.д.                                                                    | 3/3               | В полёте при неблагоприятных метеоусловиях столкнулся со склоном горы. |
| 13    | 9 окт.   | Ми-8 (?)-24433               | Чукотский АО, Билибинский район                                         | 1/26              | Ошибка экипажа при взлёте на перегруженном вертолёте. Машина столкнулась со отвалом земли из-за потери направления в условиях недостаточной видимости (снежный вихрь, поднятый несущим винтом). Один пассажир погиб. 15 пассажиров и 3 члена экипажа получили серьёзные травмы. |
| 14    | 6 дек.   | Ми-8МТ н.д.                  | близ Чирчика                                                            | н.д./н.д.         | Вертолёт 339-го овп разбился во время перелёта в Таджикистан, погибли все находившиеся на борту. |
| 15    | 14 дек.  | Ми-8 03                      | Автономная Республика Абхазия, Гулрыпшский район, Лата                  | 85/85             | Сбит Вооруженными силами Грузии во время грузино-абхазской войны 1992—1993 годов, при совершения рейса из осаждённого абхазского города Ткварчели. В вертолёте находились 85 человек, преимущественно женщины и дети. Этот факт был занесен в Книгу рекордов Гиннесса как крупнейшая вертолётная катастрофа. С 2002 года крупнейшей вертолётной катастрофой является крушение вертолета Ми-26 в Чечне, в результате поражения ПЗРК.                                     |